# Astaire e.p.
「Astaire e.p.」（アステア イーピー）は、SUEMITSU & THE SUEMITHの2枚目のシングル。

## 解説
2006年8月23日に発売された。初回プレス盤のみオリジナルステッカー封入。
タイトル曲である「Astaire」は、前作同様元SUPERCARのいしわたり淳治が日本語詞を担当。ミュージカル俳優のフレッド・アステアをイメージし、初めて楽曲にストリングスとブラスを採り入れて制作された。プロモーションビデオはニューヨークにて撮影された。
また、ドラマ『花嫁は厄年ッ!』の製作スタッフ側からドラマの楽曲プロデュースを打診され、ドラマの音楽を担当する他、この楽曲で主題歌を担当することにもなった。また、ドラマの劇中ではこの楽曲の英語バージョンである「Astaire (Astaire Is Runaway)」も使用されている（自身監修のドラマオリジナルサウンドトラック収録）。ちなみにドラマのオリジナルサウンドトラックもこの作品と同日に発売されている。
カップリングにはスティーヴン・スティルスの「愛への讃歌 (Love the One You're With)」のカバーを収録している。

## 収録曲
1. Astaire
  - 作詞：いしわたり淳治／作曲・編曲：末光篤
  - TBS系ドラマ『花嫁は厄年ッ!』主題歌
2. The End Of Endz
  - 作詞・作曲・編曲：末光篤
3. Love the One You're With
  - 作詞・作曲：Stephen Stills／編曲：末光篤